# Griekenland op de Olympische Zomerspelen 1932
Griekenland nam deel aan de Olympische Zomerspelen 1932 in Los Angeles, Verenigde Staten. Net als vier jaar eerder wist het geen medaille te winnen.

## Deelnemers en resultaten

### Atletiek
| Olympiër                                                                 | Discipline               | Resultaat    | Prestatie                                              |
| ------------------------------------------------------------------------ | ------------------------ | ------------ | ------------------------------------------------------ |
| Angelos Lambrou                                                          | 100m (m)                 | 20e          | serie 5: 3de in 11,3                                   |
| Khristos Mantikas                                                        | 400m (m)                 | 20e          | serie 4: 5de in 49,6                                   |
| Khristos Mantikas                                                        | 110m horden (m)          | DSQ          | serie 4: 2de in 15,1 halve finale 2: gediskwalificeerd |
| Khristos Mantikas                                                        | 400m horden (m)          | halve finale | serie 1: 3de in 56,4 halve finale 2: 6de               |
| Evangelos Moiropoulos                                                    | 400m horden (m)          | 14e          | serie 3: 4de in 55,2                                   |
| Angelos Lambrou Khristos Mantikas Evangelos Moiropoulos Renos Frangoudis | 4x100m (m)               | 7e           | serie 1: 4de in 42,9                                   |
| John Moralis                                                             | 50km snelwandelen (m)    | DNF          | niet gefinisht                                         |
| Nikolaos Papanikolaou                                                    | hink-stap-springen (m)   | 13e          | 13,92m                                                 |
| Peter Clentzos                                                           | polsstokhoogspringen (m) | 7e           | 3,75m                                                  |

### Boksen
| Olympiër            | Discipline  | Resultaat | Prestatie                   |
| ------------------- | ----------- | --------- | --------------------------- |
| Nikolaos Mastoridis | -79,4kg (m) | 5e        | 1ste ronde: V van ITA Rossi |

### Worstelen
| Olympiër           | Discipline  | Resultaat   | Prestatie |
| Vrije stijl        | Vrije stijl | Vrije stijl | Vrije stijl |
| ------------------ | ----------- | ----------- | --- |
| Georges Zervinis   | -56kg (m)   | 4e          | 1ste ronde: W van CAN Trifunov 2de ronde: V van GBR Reid 3de ronde: V van FIN Jaskari                                   |
| Ioannis Farmakidis | -61kg (m)   | 5e          | 1ste ronde: W van JPN Hatta 2de ronde: W van FRA Chasson 3de ronde: V van SWE Karlsson 4de ronde: V van FIN Pihlajamäki |
| Grieks-Romeins     |             |             | |
| Georges Zervinis   | -56kg (m)   | 5e          | 1ste ronde: vrij 2de ronde: V van GER Brendel 3de ronde: V van ITA Nizzola                                              |

Argentinië · Australië · België · Brazilië · Brits-Indië · Canada · Colombia · Denemarken · Duitsland · Estland · Filipijnen · Finland · Frankrijk · Griekenland · Groot-Brittannië · Haïti · Hongarije · Ierland · Italië · Japan · Joegoslavië · Letland · Mexico · Nederland · Nieuw-Zeeland · Noorwegen · Oostenrijk · Polen · Portugal · Republiek China · Spanje · Tsjecho-Slowakije · Uruguay · Verenigde Staten · Zuid-Afrika · Zweden · Zwitserland